# Арсен (ім'я)
Арсе́н (грец. Αρσένιος, ἀρσεν) — чоловіче особове ім'я грецького походження. Перекладається як «чоловічий», «мужній». Набуло популярності у XX столітті. Ім'я широко поширене в Україні, куди проникло з польської мови, особливо на Сході.
Це ім'я має кілька шляхів формування. Часто помилково вважається скороченою формою імені Арсеній, яке початково похідне від Арсен. Проте з часом виникло і утворення Арсен від Арсеній.
Розмовні форми: Арсеня, Арсюта, Арсік, Арта, Арс, Синько та інші.
По батькові: Арсенович, Арсенівна; Арсенійович, Арсеніївна.
Прізвища, що походять від імені Арсен: Арсенченко, Арсенюк, Арсенов тощо.

## Іменини
15 січня, 1 лютого, 21 березня, 25 червня, 25 липня, 6 вересня, 10 вересня, 10 листопада, 13 грудня, 26 грудня, 17 Вересня

## Іншомовні аналоги
| англійська    | Arsenius              |
| білоруська    | Арсеній               |
| болгарська    | Арсений               |
| вірменська    | Арсен                 |
| грецька       | Αρσένιος              |
| іспанська     | Arsenio               |
| італійська    | Arsenio               |
| латинська     | Arsenius              |
| німецька      | Arsenius              |
| польська      | Arseniusz             |
| португальська | Arsénio, Arsênio      |
| російська     | Арсен, Арсений        |
| румунська     | Arsenie               |
| сербська      | Арсен, Арсеније, Арса |
| угорська      | Arzén                 |
| французька    | Arsène                |
| чеська        | Arsen                 |

## Відомі особи на ім'я Арсен
- Арсен Венгер — французький футбольний тренер, з 1996 року працює з лондонським «Арсеналом».
- Арсеній Яценюк — український державний діяч, політик. Міністр економіки України з 27 вересня 2005 по 4 серпня 2006, міністр закордонних справ України у 2007 р., Голова Верховної Ради України з 4 грудня 2007 р. по 14 листопада 2008 р. (подав у відставку 17 вересня). Лідер політичної партії «Фронт Змін».
- Арсен Мірзоян (Бабурка) — український музикант; автор і виконавець власних пісень.
- Арсен Тетерук — громадський діяч, композитор, український активіст у Бересті, член Українського громадсько-культурного об'єднання Берестейської області.
- Арсен Зінченко —  український історик, громадський діяч, народний депутат 1 скликання, доктор історичних наук, професор, завідувач кафедри історії України та методики навчання Київського Університету ім. Бориса Грінченка.
- Арсеній Тарковський — російський поет і перекладач зі східних мов, прибічник класичного стилю в російській поезії. Батько кінорежисера Андрія Тарковського. Посмертно нагороджений Державною премією СРСР.
- Арсеній (Мацеєвич) — волинський святий, православний священномученик, богослов, проповідник, митрополит Тобольський, митрополит Ростовський.
- Арсеній Великий — відомий ранньо-християнський римський святий і отець церкви, чернець, подвижник безмовник, пустельник, диякон. В чернечих подвигах він провів 55 років, заслуживши від сучасників ймення Великого.
- Арсеній Котляревський — український органіст і музикознавець, Заслужений діяч мистецтв України.
- Арсен Аваков — український політичний і громадський діяч. Голова Харківської обласної державної адміністрації (з 4 лютого 2005 р. по лютий 2010 р.), депутат Харківської обласної ради. Член Ради національної безпеки і оборони України з 25 травня 2007 р. по 21 січня 2008.
- Арсеній Берло — викладач, єпископ Мстиславський, Оршанський і Могильовський, Переяславський і Бориспільський, засновник Переяславського колегіуму.
- Арсен Чернявський — член Українського Генерального Військового Комітету, член Української Центральної Ради, підполковник Армії УНР. Доцент мінералогії Української господарчої академії. Від 1939 року — православний священик.
- Арсен Савадов — українських художник-концептуаліст та фотограф вірменського походження. Представляв Україну на Венеціанському бієннале в 2001 р.
- Арсен Каспрук — письменник і літературознавець. Дослідник класичної української поезії. Член Спілки письменників України з 1962 року.